# Pediculus humanus capitis
El piojo de la cabeza (Pediculus humanus capitis) es un parásito obligado de los humanos que causa la pediculosis. Los piojos de la cabeza son insectos sin alas que pasan su vida entera en el cuero cabelludo humano y se alimentan exclusivamente de sangre humana. Los humanos son los únicos anfitriones conocidos para este parásito en particular, mientras que el chimpancé alberga a otra especie estrechamente emparentada, Pediculus schaeffi. Otras especies de piojos infestan la mayor parte de los órdenes de mamíferos y todos los órdenes de aves, todos los piojos pertenecen al orden Phthiraptera.
Al igual que todos los piojos, los de la cabeza difieren de otros ectoparásitos hematófagos tales como las pulgas en que los piojos pasan su vida entera en su hospedador. Los piojos de la cabeza son incapaces de volar, y sus patas cortas y atrofiadas los hacen incapaces de saltar, o incluso de andar en forma eficiente sobre superficies planas.
El piojo de la cabeza, que no transmite enfermedades, se diferencia de su pariente cercano el piojo del cuerpo Pediculus humanus corporis, en que prefiere adherir sus huevos al pelo del cuero cabelludo en vez de a las ropas. Las dos subespecies son morfológicamente casi idénticas, pero normalmente no se cruzan, aunque pueden hacerlo bajo condiciones de laboratorio. A partir de estudios genéticos se piensa que divergieron como subespecies hace entre 30.000 y 110.000 años, cuando muchos humanos comenzaban a utilizar una cantidad significativa de ropa y probablemente se pelaban la cabeza. Una especie mucho más remotamente relacionada de piojo del pelo, Pthirus pubis (piojo púbico, o ladilla), también infesta a humanos. Este último es visualmente diferente de las otras dos especies de piojos y tiene una apariencia mucho más cercana a los piojos que infestan a otros primates.
Los piojos de la cabeza (especialmente en niños) han sido, y todavía son, sujeto de numerosas campañas de erradicación. A diferencia del piojo del cuerpo, los piojos de la cabeza no son vectores de ninguna enfermedad conocida. Y a excepción de algunas raras infecciones secundarias resultantes del rascado, los piojos de la cabeza son inofensivos, y han sido calificados más de problema estético que de problema médico. Incluso se ha sugerido que la infestación por piojos de la cabeza podría resultar beneficiosa ayudando a desarrollar una respuesta inmune natural contra el piojo del cuerpo, mucho más peligroso, ya que es capaz de transmitir peligrosas enfermedades.

## Morfología adulta

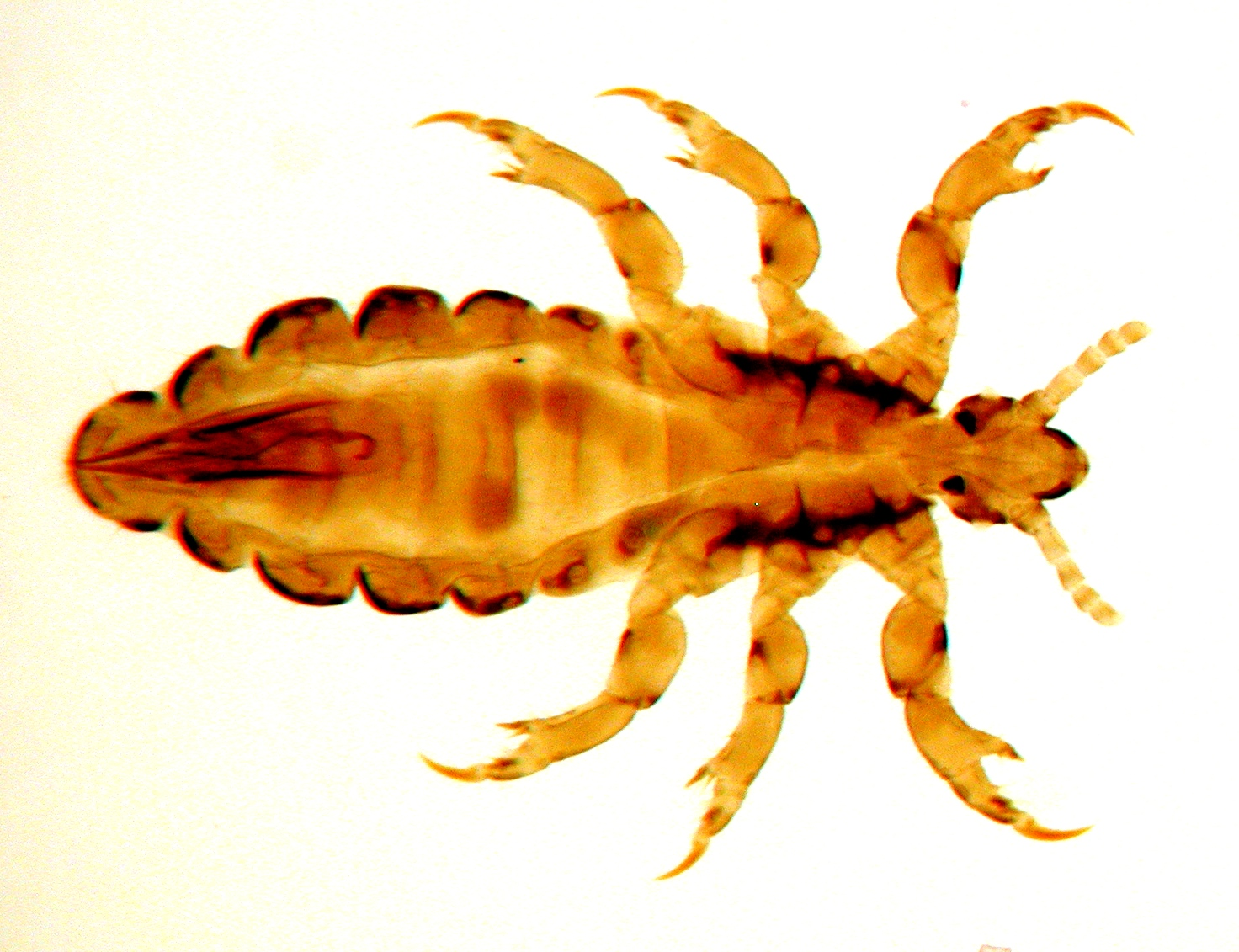
Piojo de la cabeza, macho adulto

Al igual que otros insectos del suborden Anoplura, los piojos adultos son pequeños (tienen entre 2,5 y 3 mm de longitud), aplanados dorsoventralmente, y carecen por completo de alas. los segmentos toráxicos se encuentran fusionados, pero se distinguen de la cabeza y el abdomen, este último se encuentra compuesto por siete segmentos bien visibles. Los piojos de la cabeza son, por lo general, de color gris claro, pero su color preciso varía de acuerdo al ambiente en el cual se han criado. Luego de alimentarse, la sangre consumida causa que el cuerpo del piojo tome un color rojizo.

### Cabeza

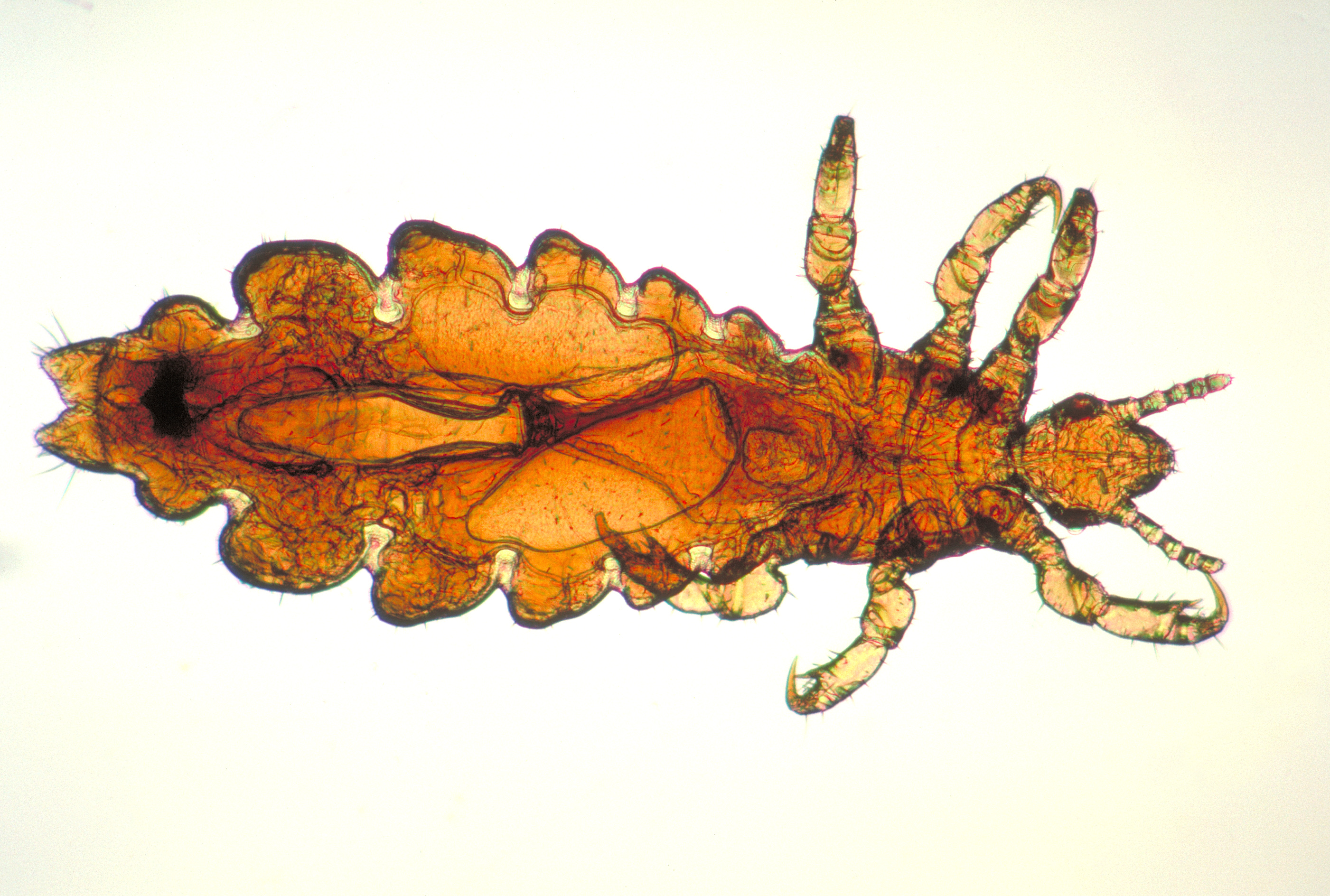
Piojo de la cabeza, hembra adulta

De la cabeza del insecto protruyen un par de antenas, cada una formada por cinco segmentos. Los piojos poseen además un par de ojos compuestos. Todos los miembros del grupo Pediculidae (el grupo dentro del que se encuentra P. capitis) presentan ojos, pero en otros miembros del suborden Anoplura estos se encuentran atrofiados o ausentes. Al igual que otros miembros del género Anoplura, la boca de P. capitis se encuentra altamente adaptada para perforar la piel y succionar sangre. Estas partes de la boca del insecto se encuentran retraídas dentro de la cabeza excepto cuando se alimenta.

### Tórax
Seis patas de insecto se proyectan de los segmentos fusionados del tórax. Como es típico en Anoplura, estas patas son cortas y terminan en una garra simple con un "pulgar opuesto". Entre esta garra y pulgar, el piojo aferra el cabello de su anfitrión. Estas adaptaciones lo hacen incapaz de saltar, o siquiera caminar en forma eficiente sobre una superficie plana. Los piojos pueden trepar por mechones de cabello con mucha rapidez, permitiéndoles moverse velozmente para alcanzar otro anfitrión.

### Abdomen
El abdomen de los piojos se encuentra formado por siete segmentos bien visibles. Los primeros seis segmentos poseen cada uno un par de espiráculos, a través de los cuales el insecto respira. El último segmento contiene el ano, y en forma separada, los genitales.

### Diferencias entre sexos
En los piojos machos, las dos patas frontales son ligeramente más largas que las otras cuatro. El macho utiliza este par especializado de patas para aferrarse a la hembra durante la cópula. Los machos son ligeramente más pequeños que las hembras, y se caracterizan por el abdomen que finaliza en punta y por el bien desarrollado aparato genital visible dentro del abdomen. Las hembras se caracterizan por presentar dos genópodos en forma de "W" al final de su abdomen.

## Huevos

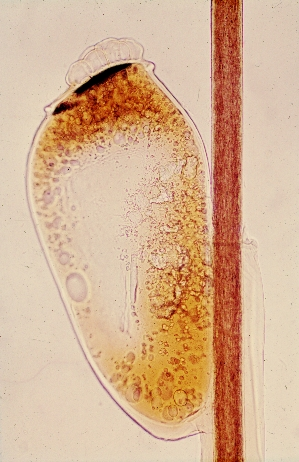
Huevo de piojo de la cabeza adherido a un cabello de su anfitrión.

Como la mayoría de los insectos, los piojos de la cabeza son ovíparos. Las hembras depositan entre 3 y 4 huevos por día. El piojo adhiere los huevos al tronco del cabello de su anfitrión. El comportamiento de deposición de huevos es dependiente de la temperatura y probablemente busca de colocar al huevo en una posición que pueda permitir el adecuado desarrollo del embrión, (el cual a su vez, también es dependiente de la temperatura). En climas fríos, los huevos son generalmente depositados a una distancia de entre tres y cinco milímetros de la superficie del cuero cabelludo. En climas cálidos, y en especial en los trópicos, los huevos pueden ser depositados a distancias de 6 pulgadas (15,2 cm) o incluso mayores desde la superficie del cuero cabelludo.
Para adherir un huevo, la hembra adulta segrega un pegamento desde su órgano reproductivo. Este pegamento se endurece rápidamente formando una vaina que envuelve al tronco del cabello y a buena parte del huevo, exceptuando el opérculo, una capucha a través de la cual el embrión puede respirar. Anteriormente se pensaba que este pegamento estaba compuesto de quitina, o de alguna otra sustancia relacionada; pero estudios más recientes han mostrado que se encuentra formado por unas proteínas similares a la queratina.
Cada huevo posee una longitud de 0,8 mm y es de forma oval. Son brillantes, transparentes, de color que varía entre tostado y café mientras contienen al embrión, pero pueden aparecer de color blanco luego de la eclosión. Típicamente, la eclosión ocurre entre los seis y los nueve días posteriores a la oviposición, según citan diferentes autores.
Luego de la eclosión, la ninfa del piojo abandona el cascarón de su huevo (conocido usualmente como liendre), aún adherido al tronco del cabello. El cascarón vacío permanece adherido al cabello hasta que es físicamente removido por abrasión o por el propio anfitrión, o hasta que se desintegra lentamente, lo cual puede tomar más de seis meses.
|                                                    |
| Huevo de piojo adherido al cabello de su anfitrión |

| |
| El órgano reproductivo femenino secreta un pegamento que endurece rápidamente formando una vaina que recubre el tronco del cabello y casi todo el huevo a excepción del opérculo. |

|                                             |
| El opérculo permite que el embrión respire. |

|                                                       |
| Una ninfa de primer estadio eclosionando de su huevo. |

|                                                                 |
| Una ninfa de primer estadio eclosionando de su huevo (detalle). |

## Desarrollo y ninfas

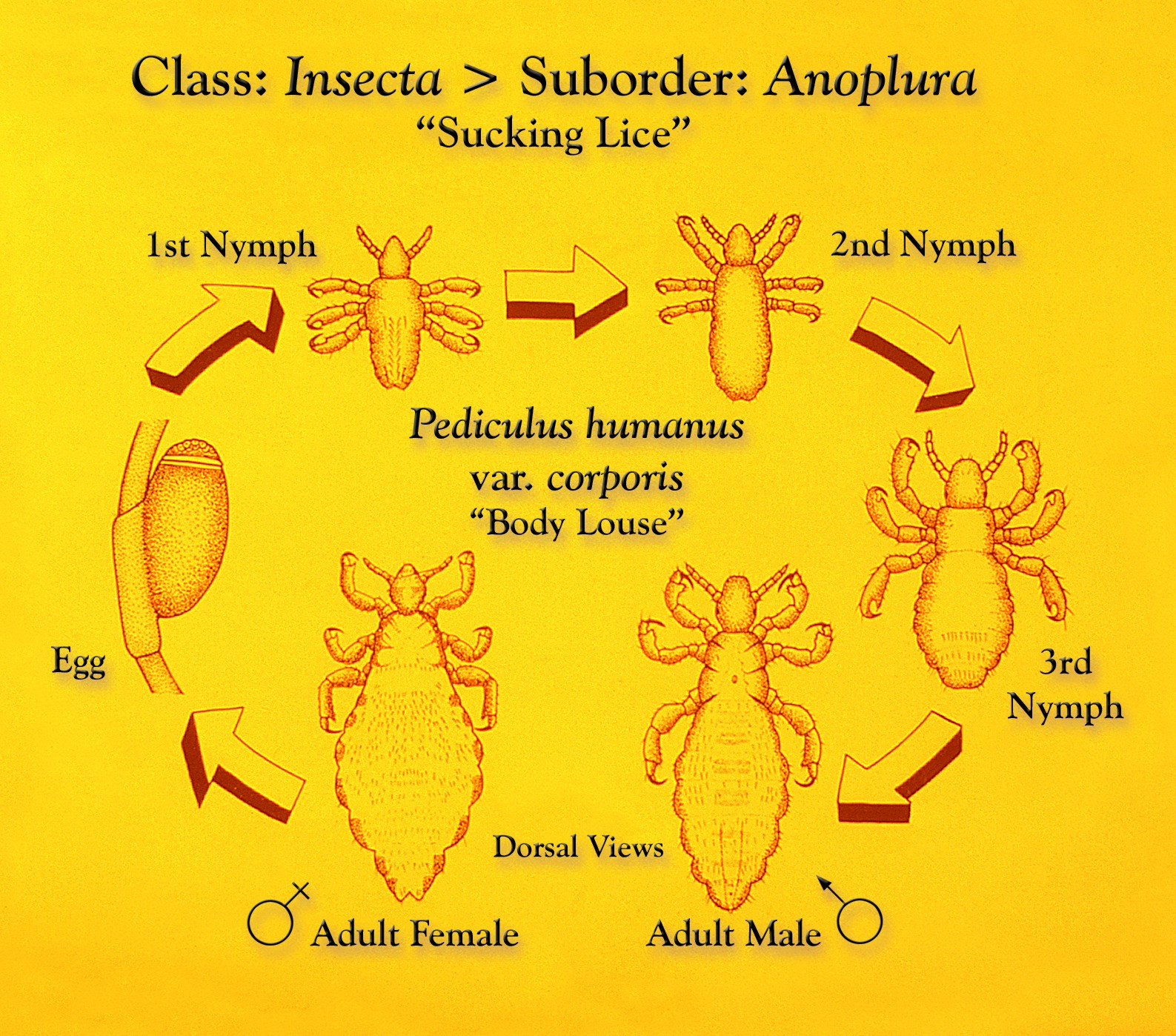
Desarrollo del Pediculus humanus humanus (piojo del cuerpo), el cual es similar al del piojo de la cabeza (Pediculus humanus capitis)

Los piojos de la cabeza, al igual que otros insectos del orden Phthiraptera, son hemimetabólicos. Las ninfas recientemente eclosionadas sufren tres mudas antes de alcanzar la etapa de madurez sexual. Por lo tanto, las poblaciones móviles de piojos contienen miembros de al menos cuatro etapas de desarrollo; tres etapas ninfales, y el imago adulto. La metamórfosis durante el desarrollo del piojo es bastante sutil. Las únicas diferencias visibles entre los diferentes estadios ninfales y el adulto, además del tamaño, es la longitud relativa del abdomen, la cual se incrementa en cada muda. Por lo demás, aparte de la reproducción, el comportamiento de las ninfas es similar al del adulto. Las ninfas se alimentan únicamente de sangre humana, y no son capaces de sobrevivir por mucho tiempo alejadas de su anfitrión.
El tiempo que requiere un piojo de la cabeza para completar su desarrollo desde ninfa hasta adulto, depende de las condiciones de alimentación. Se requieren al menos de ocho a nueve días para que el piojo se desarrolle teniendo total acceso a su hospedador humano. Esta condición experimental es la más representativa a las de los piojos de la cabeza "salvajes". Las condiciones experimentales donde las ninfas tienen un acceso más limitado a la sangre provoca un desarrollo más prolongado de 12 a 24 días.
La mortalidad de las ninfas en cautividad es alta, en torno al 38%, en especial durante los primeros días de vida. En condiciones salvajes, la mortalidad podría ser más alta en la tercera etapa de desarrollo. Los peligros a los que se encuentran expuestas las ninfas son numerosos. Un fallo en romper totalmente el cascarón del huevo es inevitablemente fatal, y depende de la humedad del ambiente en el que se encuentra el huevo. También puede ocurrir la muerte durante las mudas, aunque es algo que no se ha reportado con frecuencia. Durante la alimentación, el tubo digestivo de la ninfa puede romperse, dispersando la sangre del hospedador por todo el cuerpo del insecto. Esto provoca la muerte del insecto en uno o dos días. Todavía resulta poco claro si la alta mortalidad observada en condiciones de laboratorio es representativa de las condiciones observadas en su ambiente salvaje.

## Reproducción

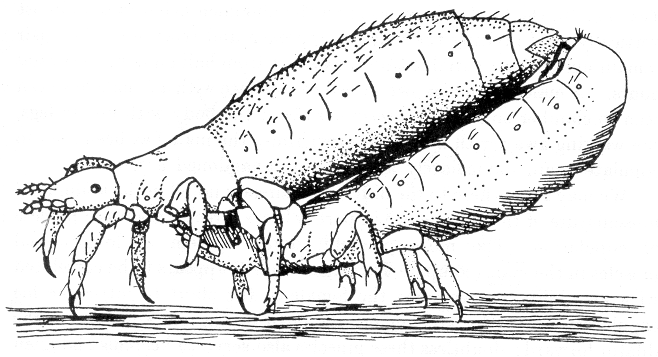
Cópula de Pediculus humanus humanus (la cópula de Pediculus humanus capitis es similar). La hembra se encuentra arriba, con el macho debajo. Ya ha ocurrido la dilatación de la vagina femenina, y el dilatador masculino yace contra su espalda (superficie dorsal). La vejiga masculina, la cual contiene al pene propiamente dicho (que no se observa en la imagen); se encuentra totalmente introducida en la vagina. Nótese como se aferra el macho con las uñas especializadas del primer par de patas al tercer par de patas femenino.

Los piojos adultos requieren de la reproducción sexual y de la copulación para producir huevos fértiles. La partenogénesis; es decir la producción de descendencia viable por hembras vírgenes, no ocurre en Pediculus humanus. El apareamiento puede empezar en las primeras 10 horas de la vida adulta del piojo. Luego de 24 horas, los piojos adultos copulan frecuentemente, con apareamientos ocurriendo en cualquier período de la noche o del día. El acoplamiento con frecuencia puede durar más de una hora. Los machos jóvenes pueden aparearse exitosamente con hembras de mayor edad, y viceversa.
Los experimentos con Pediculus humanus humanus (piojos del cuerpo) enfatizan los riesgos inherentes de la copulación. Una única hembra joven con seis o más machos puede morir en un par de días, habiendo dejado muy pocos huevos. En forma similar, se ha reportado la muerte de hembras vírgenes luego de haber admitido a un macho en su confinamiento. La hembra solo puso un huevo luego del apareamiento, y todo su cuerpo quedó teñido de rojo, una condición atribuida a la ruptura del canal alimentario durante el acto sexual. Las hembras ancianas con frecuencia mueren luego, si no es que durante el acto sexual.

## Esperanza de vida y persistencia de la colonia
Un piojo solitario posee un ciclo de vida de trece días que comienza al momento en que la liendre es depositada y termina cuando el piojo adulto muere.
Se ha encontrado que el número de niños por familia, el compartir camas y armarios, los hábitos de lavado del cabello, modas locales y contactos sociales, el sistema de salud en el área particular (por ejemplo en la escuela) y el nivel socioeconómico son factores significativos en la infestación por piojos de la cabeza.
Las niñas son de dos a cuatro veces más propensas a contagiarse que los niños varones. Los niños de entre 4 y 14 años de edad son el grupo que más frecuentemente se contagia.

## Comportamiento

### Alimentación
Todas las etapas de vida del piojo son hematófagas, y perforan la piel de cuatro a cinco veces diariamente para alimentarse. Inyectan su saliva durante la alimentación, la cual contiene un anticoagulante, y succionan la sangre. La sangre digerida se elimina en forma de un excremento de color rojo oscuro.

### Ubicación en el anfitrión
A pesar de que cualquier parte del cuero cabelludo puede ser colonizada, los piojos prefieren el área alrededor de los oídos y la nuca para depositar sus huevos. Los piojos de la cabeza se sienten repelidos por la luz, y se mueven hacia las sombras o hacia objetos de color oscuro presentes en su vecindad.

### Migración
Los piojos no tienen alas, ni patas poderosas para saltar, de modo que se mueven utilizando sus patas rematadas en garras para pasar de un cabello a otro. Normalmente los piojos de la cabeza infectan a un nuevo anfitrión por contacto cercano entre individuos, haciendo del contacto social entre niños y las interacciones entre niños y padres las rutas más probables para el contagio; más que compartir peines, sombreros, cepillos, toallas, ropa, camas o armarios. El contacto cabeza a cabeza es por mucho la ruta más común de transmisión de piojos.

## Distribución
Aproximadamente entre 6 y 12 millones de personas, principalmente niños, son tratados anualmente por pediculosis, sólo en Estados Unidos. Altos niveles de infección con piojos han sido reportados en todo el mundo, incluyendo Israel, Dinamarca, Suecia, Reino Unido, Francia y Australia. Los piojos pueden sobrevivir fuera de la cabeza hasta por más de 48 horas en mobiliario suave, tal como fundas de almohadas, cepillos para el pelo o mantas.

## Arqueogenética
El análisis de ADN de piojos encontrados en momias peruanas podría indicar que algunas enfermedades (como el tifus) podrían haber pasado desde el nuevo mundo al viejo mundo, en vez de al revés.

## Genoma
La secuenciación del genoma del piojo del cuerpo se propuso por primera vez a mediado de los años 2000 y el genoma corregido fue publicado en 2010.  Un análisis de los transcriptomas de los piojos del cuerpo y de la cabeza revelan a dos organismos que son extremadamente similares desde el punto de vista genético.